# Craigia kwangsiensis
Craigia kwangsiensis é uma espécie de angiospérmica da família Tiliaceae.
Apenas pode ser encontrada no seguinte país: China.